# Parc national de Mago
Pour les articles homonymes, voir Mago (homonymie).
Le parc national de Mago est un parc national d'Éthiopie. Il est situé au sud-ouest du pays, à 809 km d'Addis-Abeba, via Arba Minch et Jinka.

## Géographie
Le parc couvre 2 162 km². C'est probablement l'un des lieux les plus reculés et des plus pittoresques d'Éthiopie. Le cœur du parc est constitué de plaines de savane (à 450 m d'altitude) et de déserts qui s'étendent au-delà des frontières du parc jusqu'au lac Turkana.
La périphérie éthiopienne du parc est entourée de crêtes saillantes et de hautes collines verdoyantes. Le plus haut sommet, le mont Mago est au nord du parc et s'élève à 1 350 m d'altitude. La rivière, du même nom que le mont et ses deux affluents serpentent entre les vallons du mont Mago.

## Végétation

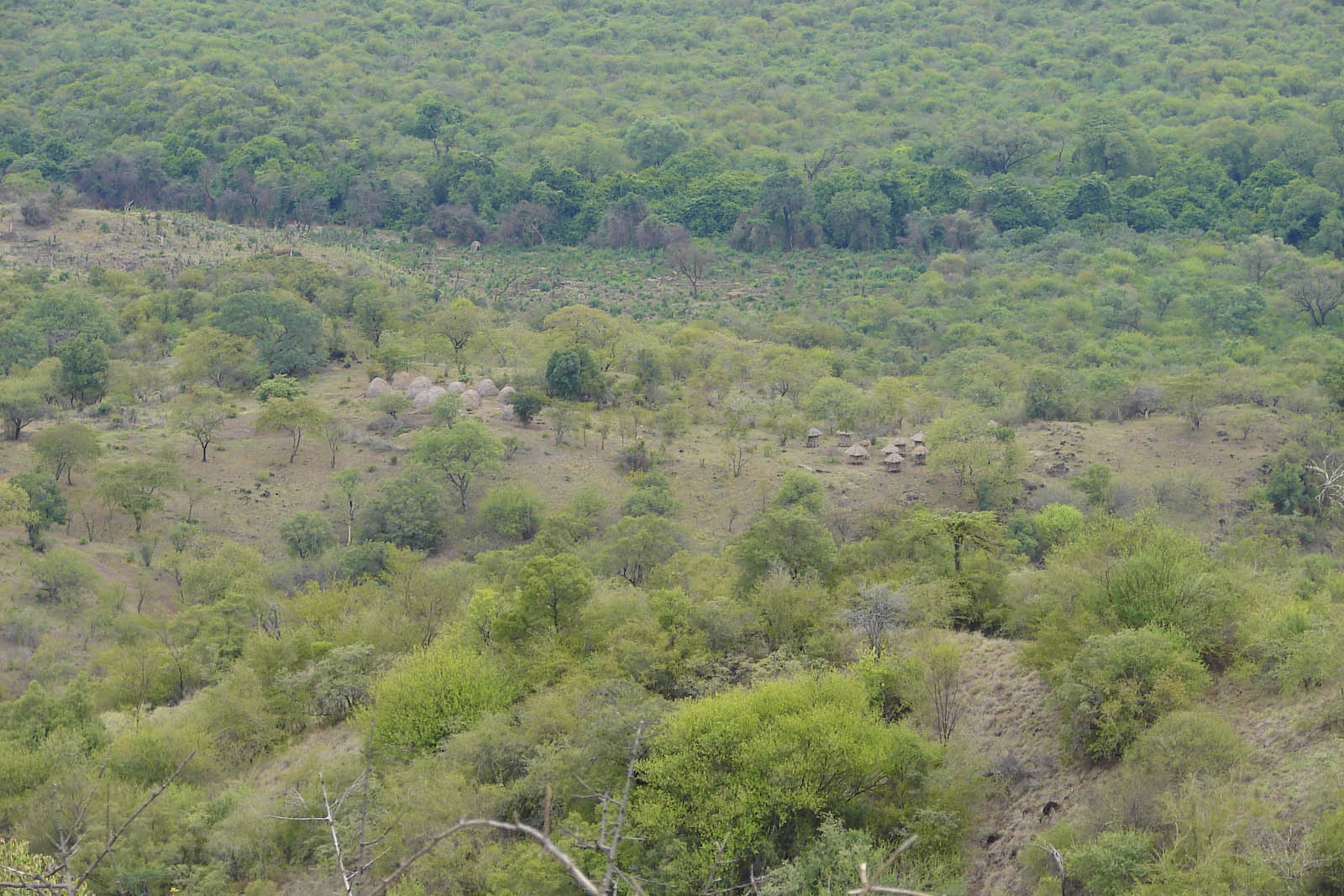
Villages dissimulés dans la végétation

La végétation semi-aride du parc est composée de broussailles, d'acacias, de savane herbeuse, de figuiers sycomores et de tamarins des Indes tout au long du cours d'eau.

## Faune
La faune du parc est très diversifiée et, à cause de la mouche tsé-tsé, c'est l'un des derniers lieux épargnés par l'incursion des indigènes et de leur bétail. Le parc abrite de nombreuses espèces d'oiseaux, de mammifères et de reptiles. Ses rivières regorgent de crocodiles, d'hippopotames et de poissons. Le parc fut initialement établi en 1974 pour protéger les éléphants et les girafes. Lors d'une mission d'évaluation effectuée au printemps 1993, quatre troupeaux d'éléphants (entre 1170 et 1320 individus), plus de 50 girafes, un grand nombre de buffles, de koudous, de phacochères et de bubales ont été répertoriés.
Malheureusement, nombre de ces espèces sont victimes du braconnage pratiqué par les populations indigènes habitants dans les villages situés en périphérie du parc (dont les Mursis).

## Population

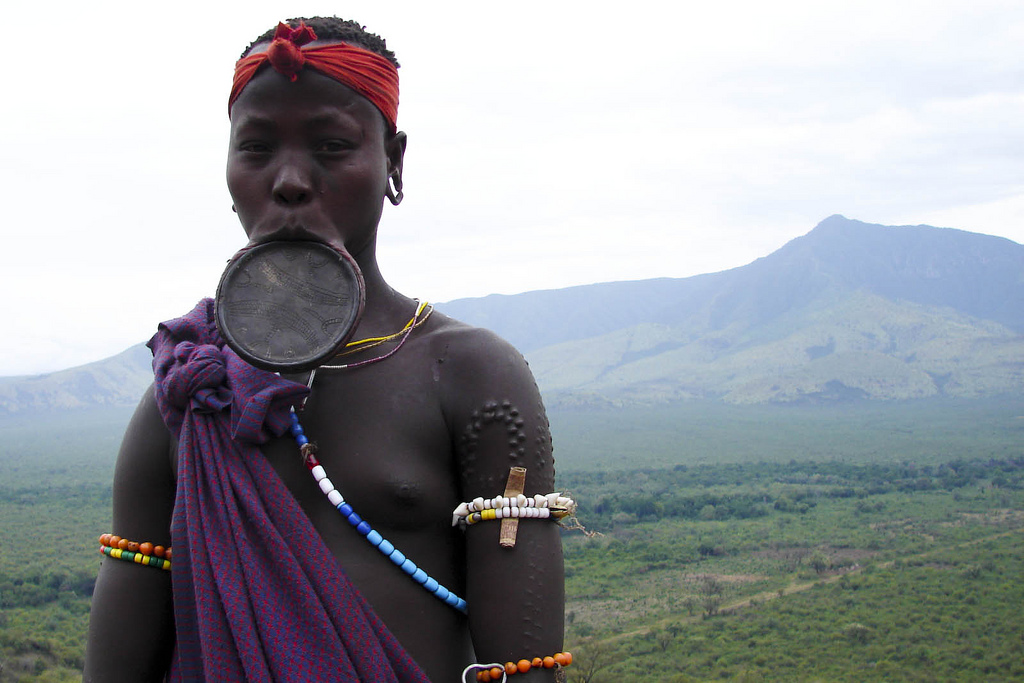
Femme mursi portant un plateau labial

Les Mursis occupent les régions forestières des collines situées aux confins ouest de la périphérie du Parc national de Mago, en bordure de la rivière Omo. Au même titre que les Bodi, les Surma, les Nuer et les Anuak, les Mursi parlent une langue nilotique (nilotique = relatif au Nil). Cependant les anthropologues eux-mêmes reconnaissent que toute classification en groupes linguistiques et ethniques de ces peuplades est utopique et n'apporte que peu d'indications sur leur mode de vie et leurs traditions.